# Araihazar
Araihazar è un sottodistretto (upazila) del Bangladesh situato nel distretto di Narayanganj, divisione di Dacca. Si estende su una superficie di 183,35 km² e conta una popolazione di 376.550 abitanti (dato censimento 1991).